# La Malène
La Malène est une commune française située dans le sud-ouest du département de la Lozère en région Occitanie.
Exposée à un climat de montagne, elle est drainée par le Tarn et par divers autres petits cours d'eau. Incluse dans les Cévennes, la commune possède un patrimoine naturel remarquable : deux sites Natura 2000 (les « gorges du Tarn » et les « gorges du Tarn et de la Jonte ») et cinq zones naturelles d'intérêt écologique, faunistique et floristique.
La Malène est une commune rurale qui compte 131 habitants en 2022, après avoir connu un pic de population de 716 habitants en 1906.  Ses habitants sont appelés les Malénais ou  Malénaises.
La commune adhère à la charte du parc national des Cévennes et fait ainsi partie de son « aire d'adhésion ».

## Géographie
La commune de la Malène est située dans le sud du département de la Lozère, au milieu des gorges du Tarn, de la Jonte et des Causses, dans le sud-ouest du Gévaudan entre le causse de Sauveterre et le causse Méjean.

### Communes limitrophes
Les communes limitrophes sont  Gorges du Tarn Causses, Hures-la-Parade, La Canourgue, Laval-du-Tarn, Mas-Saint-Chély et Massegros Causses Gorges.
| La Canourgue             | Laval-du-Tarn   | Gorges du Tarn Causses |
| Massegros Causses Gorges | La Malène       | Mas-Saint-Chély        |
|                          | Hures-la-Parade |                        |

### Climat
Pour des articles plus généraux, voir Climat de l'Occitanie et Climat de la Lozère.
En 2010, le climat de la commune est de type climat des marges montargnardes, selon une étude s'appuyant sur une série de données couvrant la période 1971-2000. En 2020, Météo-France publie une typologie des climats de la France métropolitaine dans laquelle la commune est exposée à un climat de montagne ou de marges de montagne et est dans la région climatique Sud-est du Massif Central, caractérisée par une pluviométrie annuelle de 1 000 à 1 500 mm, minimale en été, maximale en automne.
Pour la période 1971-2000, la température annuelle moyenne est de 10,9 °C, avec une amplitude thermique annuelle de 15,8 °C. Le cumul annuel moyen de précipitations est de 1 248 mm, avec 9,6 jours de précipitations en janvier et 5,4 jours en juillet. Pour la période 1991-2020, la température moyenne annuelle observée sur la station météorologique la plus proche, située sur la commune de Saint-Pierre-des-Tripiers à 13 km à vol d'oiseau, est de 9,6 °C et le cumul annuel moyen de précipitations est de 876,3 mm,. Pour l'avenir, les paramètres climatiques de la commune estimés pour 2050 selon différents scénarios d'émission de gaz à effet de serre sont consultables sur un site dédié publié par Météo-France en novembre 2022.

### Milieux naturels et biodiversité

#### Espaces protégés
La protection réglementaire est le mode d’intervention le plus fort pour préserver des espaces naturels remarquables et leur biodiversité associée,.
Dans ce cadre, la commune fait partie de l'aire d'adhésion du Parc national des Cévennes. Ce  parc national, créé en 1967, est un territoire de moyenne montagne formé de cinq entités géographiques : le massif de l'Aigoual, le causse Méjean avec les gorges du Tarn et de la Jonte, le mont Lozère, les vallées cévenoles ainsi que le piémont cévenol.
La commune fait également partie de la zone de transition des Cévennes, un territoire d'une superficie de 116 032 ha reconnu réserve de biosphère par l'UNESCO en 1985 pour la mosaïque de milieux naturels qui la composent et qui abritent une biodiversité exceptionnelle, avec 2 400 espèces animales, 2 300 espèces de plantes à fleurs et de fougères, auxquelles s’ajoutent d’innombrables mousses, lichens, champignons,.

#### Réseau Natura 2000

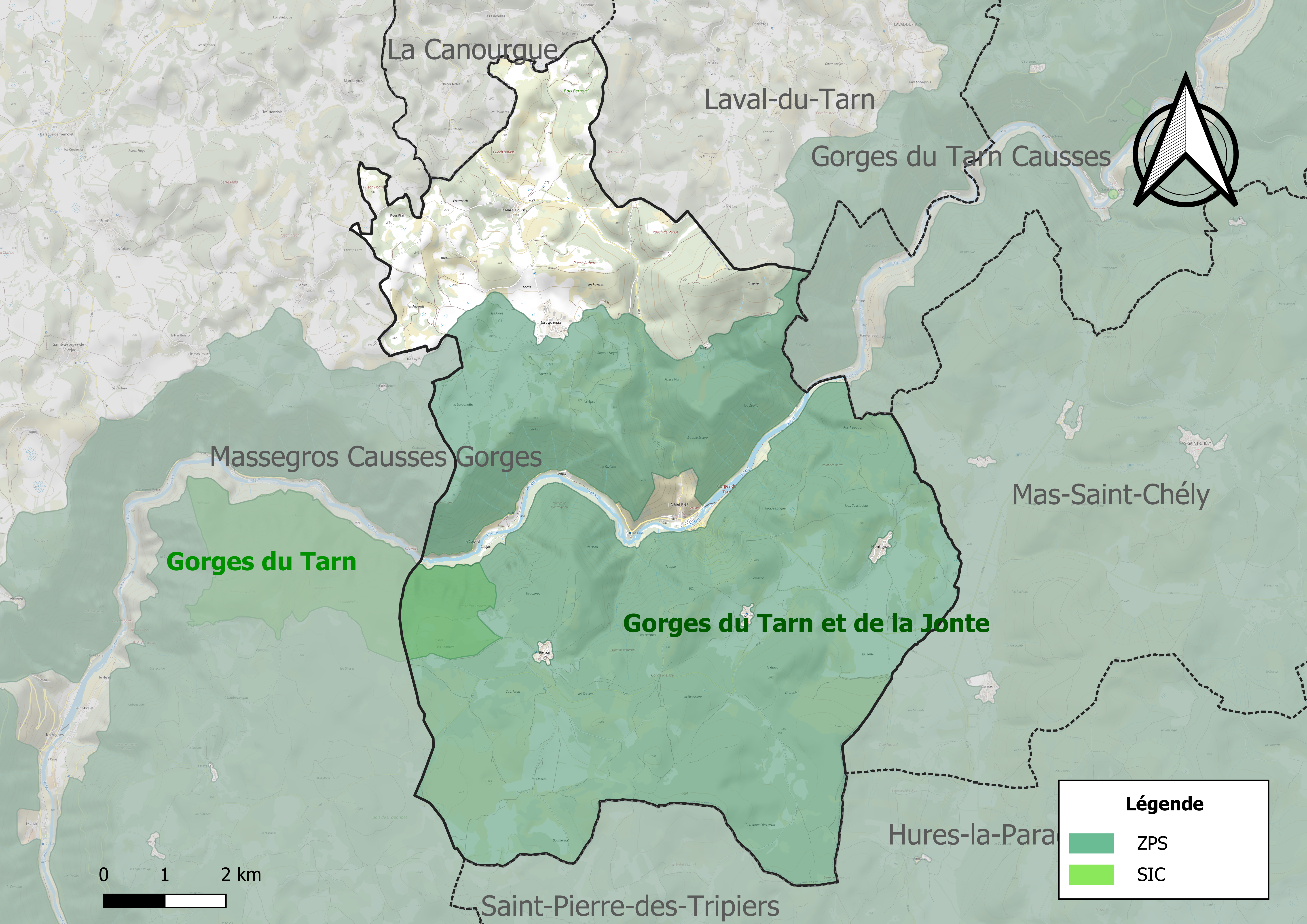
Site Natura 2000 sur le territoire communal.

Le réseau Natura 2000 est un réseau écologique européen de sites naturels d'intérêt écologique élaboré à partir des directives habitats et oiseaux, constitué de zones spéciales de conservation (ZSC) et de zones de protection spéciale (ZPS).
Un site Natura 2000 a été défini sur la commune au titre de la directive habitats :
- les « gorges du Tarn », d'une superficie de 447 ha, un ensemble de causses calcaires au bas des versants desquels, plusieurs résurgences karstiques ont donné naissance à des formations de tuf remarquables. Par ailleurs, une importante station de sabots de Vénus se maintient en position très isolée par rapport aux noyaux principaux de cette espèce, sur un versant exposé au nord. Enfin, le site inclut une partie de la propriété gérée par le Conservatoire d'espaces naturels qui présente une palette des habitats et des espèces présents dans les gorges[15]

et un au titre de la directive oiseaux : 
- les « gorges du Tarn et de la Jonte », d'une superficie de 41 801 ha, englobant le territoire de près des trois-quarts de la population de Vautours fauves des grands causses qui furent l'un des principaux sites français de réintroduction de cette espèce[16].

#### Zones naturelles d'intérêt écologique, faunistique et floristique
L’inventaire des zones naturelles d'intérêt écologique, faunistique et floristique (ZNIEFF) a pour objectif de réaliser une couverture des zones les plus intéressantes sur le plan écologique, essentiellement dans la perspective d’améliorer la connaissance du patrimoine naturel national et de fournir aux différents décideurs un outil d’aide à la prise en compte de l’environnement dans l’aménagement du territoire.
Trois ZNIEFF de type 1 sont recensées sur la commune :
- la « vallée du Tarn, du château de la Caze aux Vignes » (128 ha), couvrant 5 communes du département[18] ;
- le « versant nord du Tarn, du rocher de Montesquieu au Pas de Souci » (457 ha), couvrant 3 communes du département[19] ;
- le « versant sud du causse de Sauveterre, de la Malène au cirque des Baumes » (466 ha), couvrant 2 communes du département[20] ;

et deux ZNIEFF de type 2, : 
- le « causse Méjean » (33 342 ha), couvrant 13 communes du département[21] ;
- les « gorges du Tarn » (14 434 ha), couvrant 19 communes du département[22].

Cartes des ZNIEFF de type 1 et 2 à La Malène.
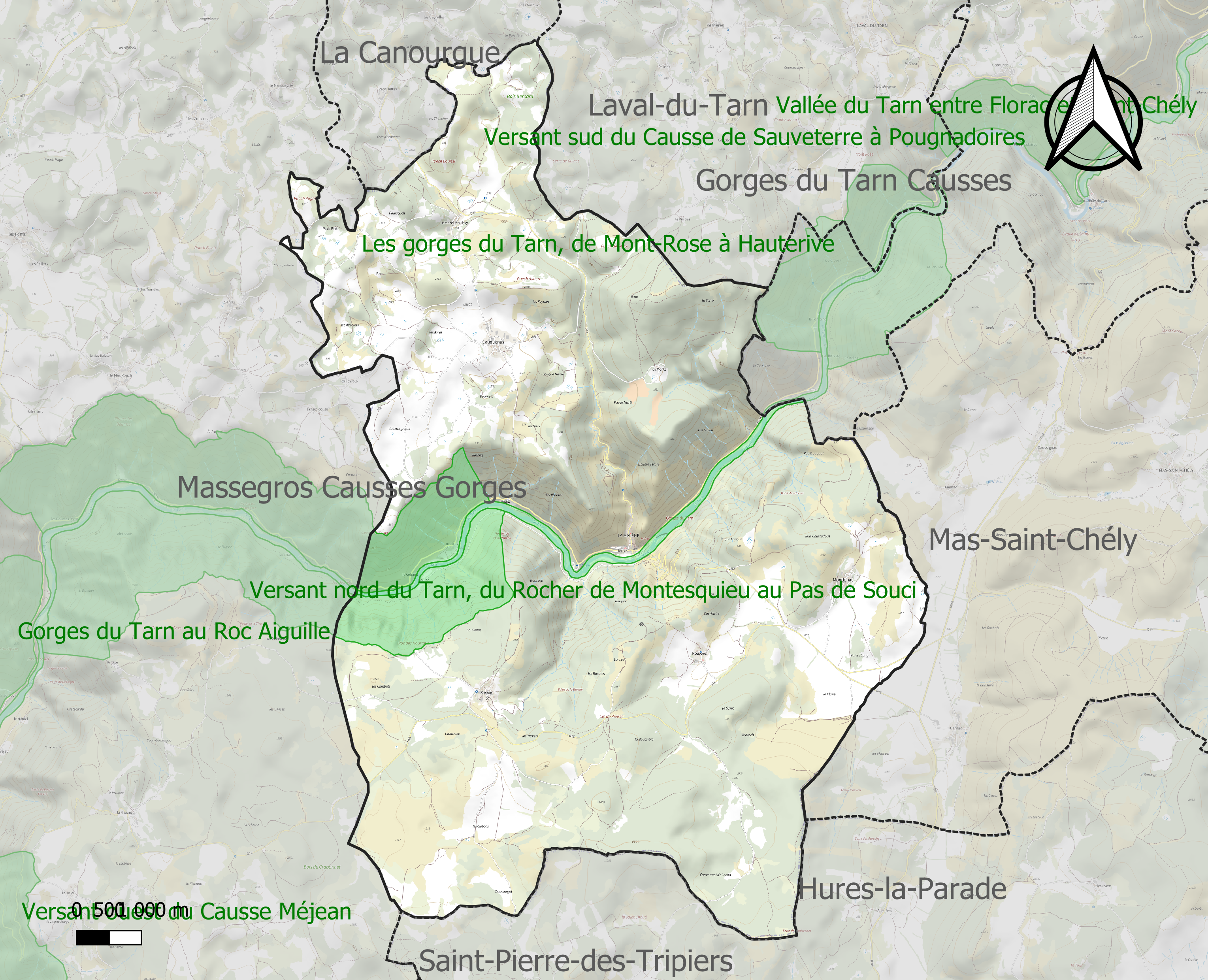
Carte des ZNIEFF de type 1 sur la commune.
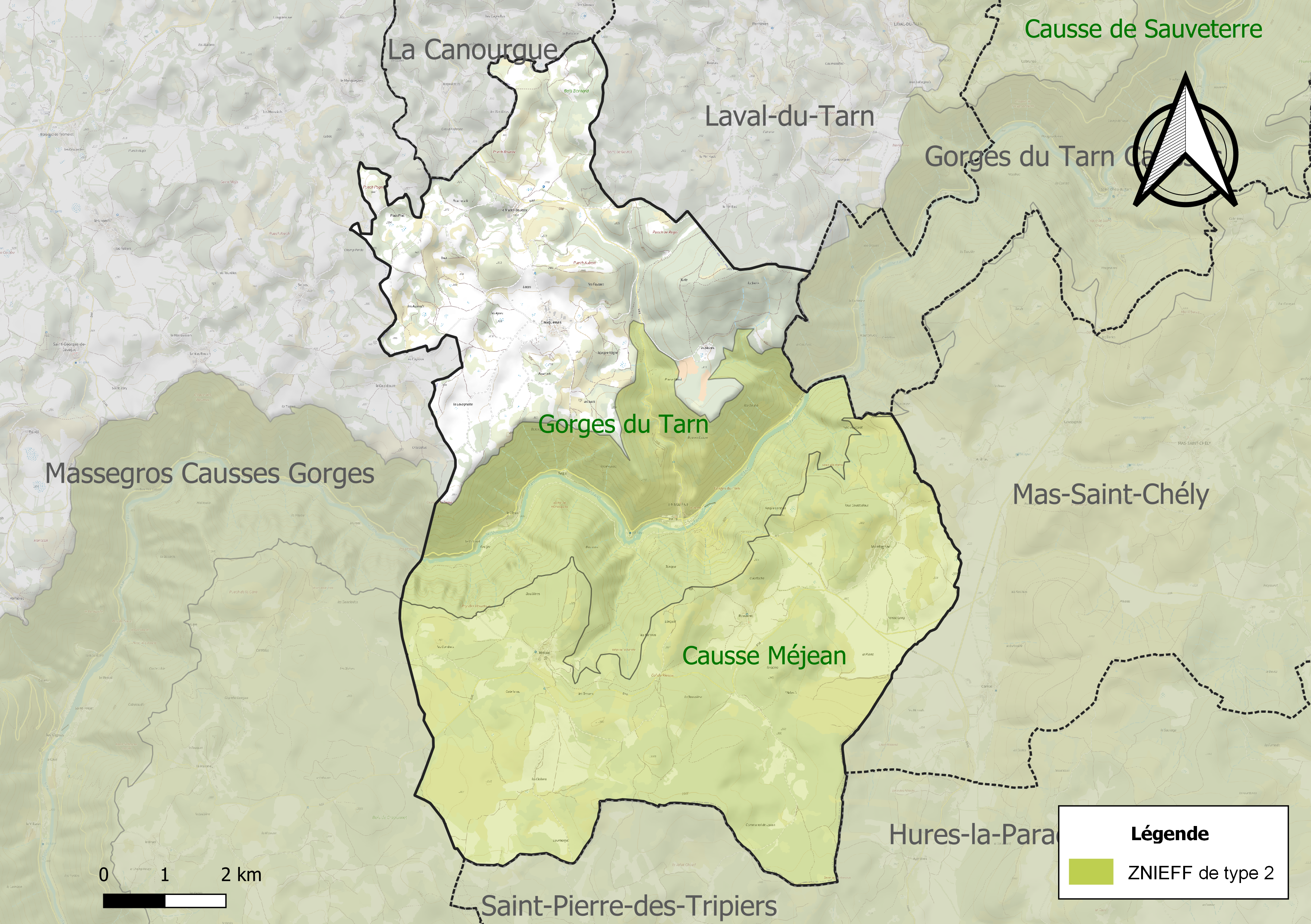
Carte des ZNIEFF de type 2 sur la commune.

## Urbanisme

### Typologie
Au 1er janvier 2024, La Malène est catégorisée commune rurale à habitat très dispersé, selon la nouvelle grille communale de densité à sept niveaux définie par l'Insee en 2022.
Elle est située hors unité urbaine et hors attraction des villes,.

### Occupation des sols
L'occupation des sols de la commune, telle qu'elle ressort de la base de données européenne d’occupation biophysique des sols Corine Land Cover (CLC), est marquée par l'importance des forêts et milieux semi-naturels (76,3 % en 2018), en diminution par rapport à 1990 (81,5 %). La répartition détaillée en 2018 est la suivante : 
forêts (45,2 %), milieux à végétation arbustive et/ou herbacée (24,1 %), zones agricoles hétérogènes (20,8 %), espaces ouverts, sans ou avec peu de végétation (6,9 %), terres arables (2,5 %), prairies (0,4 %). L'évolution de l’occupation des sols de la commune et de ses infrastructures peut être observée sur les différentes représentations cartographiques du territoire : la carte de Cassini (XVIIIe siècle), la carte d'état-major (1820-1866) et les cartes ou photos aériennes de l'IGN pour la période actuelle (1950 à aujourd'hui).

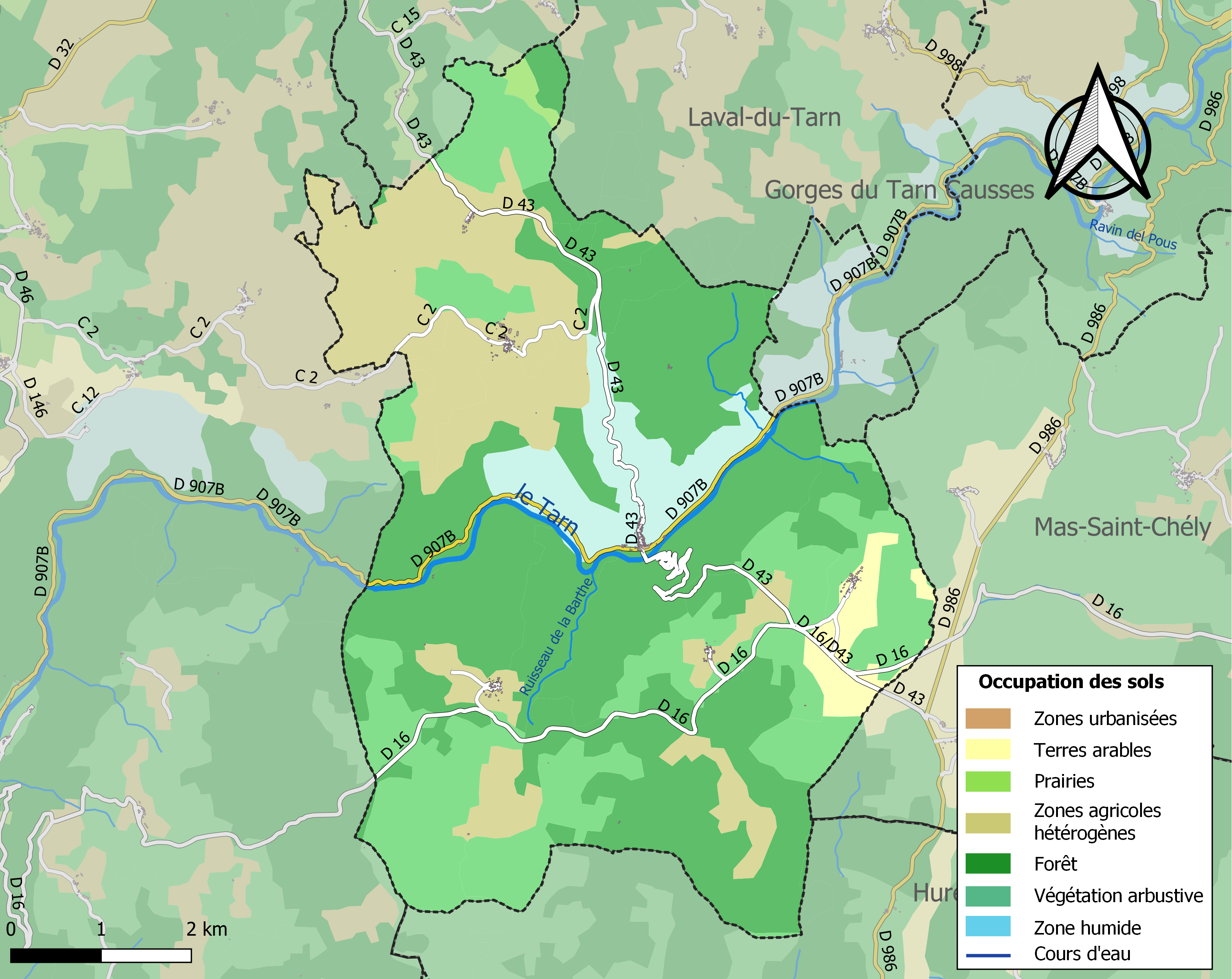
Carte des infrastructures et de l'occupation des sols de la commune en 2018 (CLC).

### Risques majeurs
Le territoire de la commune de La Malène est vulnérable à différents aléas naturels : météorologiques (tempête, orage, neige, grand froid, canicule ou sécheresse), inondations, feux de forêts, mouvements de terrains et séisme (sismicité faible). Un site publié par le BRGM permet d'évaluer simplement et rapidement les risques d'un bien localisé soit par son adresse soit par le numéro de sa parcelle.
Certaines parties du territoire communal sont susceptibles d’être affectées par le risque d’inondation par débordement de cours d'eau, notamment le Tarn. La commune a été reconnue en état de catastrophe naturelle au titre des dommages causés par les inondations et coulées de boue survenues en 1982, 1994, 2003, 2011 et 2020,.
La Malène est exposée au risque de feu de forêt. Un plan départemental de protection des forêts contre les incendies (PDPFCI) a été approuvé en décembre 2014 pour la période 2014-2023. Les mesures individuelles de prévention contre les incendies sont précisées par divers arrêtés préfectoraux et s’appliquent dans les zones exposées aux incendies de forêt et à moins de 200 mètres de celles-ci. L’arrêté du 23 mars 2018, complété par un arrêté de 2020, réglemente l'emploi du feu en interdisant notamment d’apporter du feu, de fumer et de jeter des mégots de cigarette dans les espaces sensibles et sur les voies qui les traversent sous peine de sanctions. L'arrêté du 23 août 2021, abrogeant un arrêté de 2002, rend le débroussaillement obligatoire, incombant au propriétaire ou ayant droit,,.

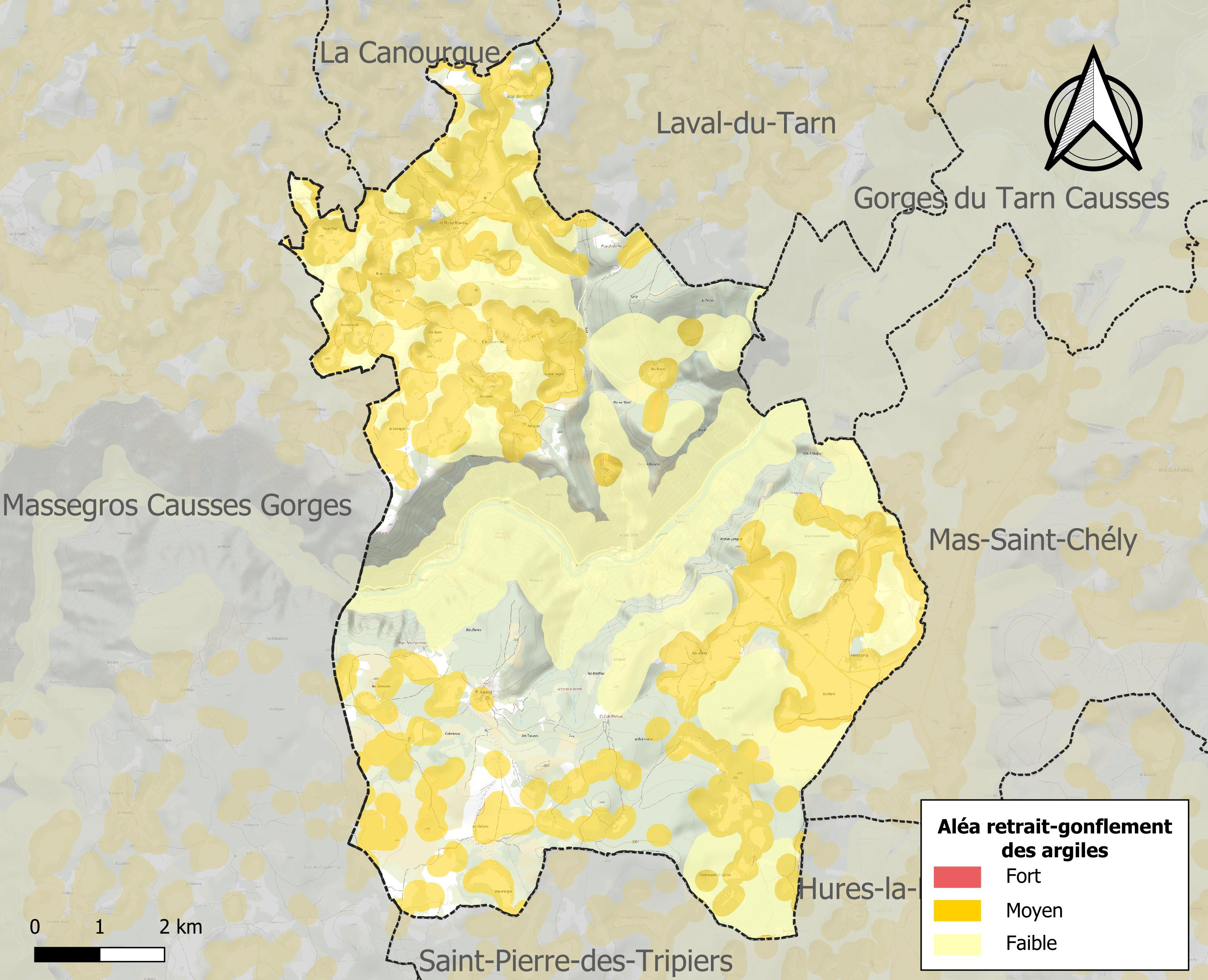
Carte des zones d'aléa retrait-gonflement des sols argileux de La Malène.

Les mouvements de terrains susceptibles de se produire sur la commune sont des affaissements et effondrements liés aux cavités souterraines (hors mines), des éboulements, chutes de pierres et de blocs et des tassements différentiels. Par ailleurs, afin de mieux appréhender le risque d’affaissement de terrain, l'inventaire national des cavités souterraines permet de localiser celles situées sur la commune.
Le retrait-gonflement des sols argileux est susceptible d'engendrer des dommages importants aux bâtiments en cas d’alternance de périodes de sécheresse et de pluie. 36,5 % de la superficie communale est en aléa moyen ou fort (15,8 % au niveau départemental et 48,5 % au niveau national). Sur les 185 bâtiments dénombrés sur la commune en 2019,  61 sont en aléa moyen ou fort, soit 33 %, à comparer aux 14 % au niveau départemental et 54 % au niveau national. Une cartographie de l'exposition du territoire national au retrait gonflement des sols argileux est disponible sur le site du BRGM,.
Par ailleurs, afin de mieux appréhender le risque d’affaissement de terrain, l'inventaire national des cavités souterraines permet de localiser celles situées sur la commune.
Concernant les mouvements de terrains, la commune a été reconnue en état de catastrophe naturelle au titre des dommages causés par des mouvements de terrain en 2013.

## Histoire
Le village a connu des heures difficiles durant la Révolution, le rocher de la Barre en porte encore les stigmates : noirci (par du brou de noix), témoin des incendies qui ont ravagé les maisons du Grand Barry. La Malène est surtout connue pour ses bateliers qui feront découvrir aux visiteurs les magnifiques défilés du Tarn et en particulier les détroits. Le bourg jouit d'une réputation nationale et internationale. Aujourd'hui la ressource principale de la commune est le tourisme.

## Politique et administration

### Découpage territorial
La commune de Malène est membre de la communauté de communes Gorges Causses Cévennes, un établissement public de coopération intercommunale (EPCI) à fiscalité propre créé le 30 novembre 2016 dont le siège est à Florac Trois Rivières. Ce dernier est par ailleurs membre d'autres groupements intercommunaux.
Sur le plan administratif, elle est rattachée à l'arrondissement de Florac, à la circonscription administrative de l'État de la Lozère et à la région Occitanie.
Sur le plan électoral, elle dépend du canton de La Canourgue pour l'élection des conseillers départementaux, depuis le redécoupage cantonal de 2014 entré en vigueur en 2015, et de la circonscription de la Lozère pour les élections législatives, depuis le dernier découpage électoral de 2010.

### Liste des maires
| Période | Période  | Identité                                  | Étiquette | Qualité |
| ------- | -------- | ----------------------------------------- | --------- | ------- |
| 1831    | 1843     | Benoit Julien Chevalier de Roquetaillade  |           |         |
| 1859    | 1863     | François Antoine Raymond de Roquetaillade |           |         |
| 1864    | 1879     | Isidore Arnal                             |           |         |
| 1879    | 1881     | Justin Monginoux                          |           |         |
| 1881    | 1884     | Théophile Monginoux                       |           |         |
| 1884    | 1885     | Casimir Monginoux                         |           |         |
| 1885    | 1886     | Théophile Monginoux                       |           |         |
| 1888    | 1892     | Etienne Persegol                          |           |         |
| 1892    | 1896     | Casimir Justin Belvezet                   |           |         |
| 1896    | 1904     | Etienne Persegol                          |           |         |
| 1904    | 1912     | Osmin Monginoux                           |           |         |
| 2001    | 2006     | Robert Fages                              |           |         |
| 2006    | 2014     | Christophe Brun                           |           |         |
| 2014    | 2019     | Jean-Luc Aigouy                           |           |         |
| 2019    | 2020     | Cécile Jassaud                            |           |         |
| 2020    | en cours | Régine Doussière                          |           |         |

## Démographie
L'évolution du nombre d'habitants est connue à travers les recensements de la population effectués dans la commune depuis 1793. Pour les communes de moins de 10 000 habitants, une enquête de recensement portant sur toute la population est réalisée tous les cinq ans, les populations de référence des années intermédiaires étant quant à elles estimées par interpolation ou extrapolation. Pour la commune, le premier recensement exhaustif entrant dans le cadre du nouveau dispositif a été réalisé en 2007.

En 2022, la commune comptait 131 habitants, en évolution de −8,39 % par rapport à 2016 (Lozère : +0,11 %, France hors Mayotte : +2,11 %).
| 1793 | 1800 | 1806 | 1821 | 1831 | 1836 | 1841 | 1846 | 1851 |
| ---- | ---- | ---- | ---- | ---- | ---- | ---- | ---- | ---- |
| 634  | 705  | 539  | 598  | 660  | 682  | 639  | 675  | 657  |

| 1856 | 1861 | 1866 | 1872 | 1876 | 1881 | 1886 | 1891 | 1896 |
| ---- | ---- | ---- | ---- | ---- | ---- | ---- | ---- | ---- |
| 633  | 611  | 646  | 585  | 602  | 653  | 619  | 660  | 690  |

| 1901 | 1906 | 1911 | 1921 | 1926 | 1931 | 1936 | 1946 | 1954 |
| ---- | ---- | ---- | ---- | ---- | ---- | ---- | ---- | ---- |
| 692  | 716  | 647  | 558  | 488  | 420  | 379  | 327  | 283  |

| 1962 | 1968 | 1975 | 1982 | 1990 | 1999 | 2006 | 2007 | 2012 |
| ---- | ---- | ---- | ---- | ---- | ---- | ---- | ---- | ---- |
| 265  | 224  | 232  | 197  | 188  | 171  | 165  | 164  | 158  |

| 2017 | 2022 | - | - | - | - | - | - | - |
| ---- | ---- | - | - | - | - | - | - | - |
| 138  | 131  | - | - | - | - | - | - | - |

## Économie

### Emploi
|                | 2008  | 2013   | 2018  |
| -------------- | ----- | ------ | ----- |
| Commune        | 3,2 % | 10,5 % | 8,4 % |
| Département    | 5 %   | 6,4 %  | 7,1 % |
| France entière | 8,3 % | 10 %   | 10 %  |

En 2018, la population âgée de 15 à 64 ans s'élève à 82 personnes, parmi lesquelles on compte 84,3 % d'actifs (75,9 % ayant un emploi et 8,4 % de chômeurs) et 15,7 % d'inactifs,. En  2018, le taux de chômage communal (au sens du recensement) des 15-64 ans est supérieur à celui du département, mais inférieur à celui de la France, alors qu'il était inférieur à celui du département et de la France en 2008.
La commune est hors attraction des villes,. Elle compte 62 emplois en 2018, contre 53 en 2013 et 59 en 2008. Le nombre d'actifs ayant un emploi résidant dans la commune est de 66, soit un indicateur de concentration d'emploi de 94,4 % et un taux d'activité parmi les 15 ans ou plus de 60,8 %.
Sur ces 66 actifs de 15 ans ou plus ayant un emploi, 38 travaillent dans la commune, soit 58 % des habitants. Pour se rendre au travail, 60,6 % des habitants utilisent un véhicule personnel ou de fonction à quatre roues, 30,3 % s'y rendent en deux-roues, à vélo ou à pied et 9,1 % n'ont pas besoin de transport (travail au domicile).

## Culture locale et patrimoine

### Lieux et monuments

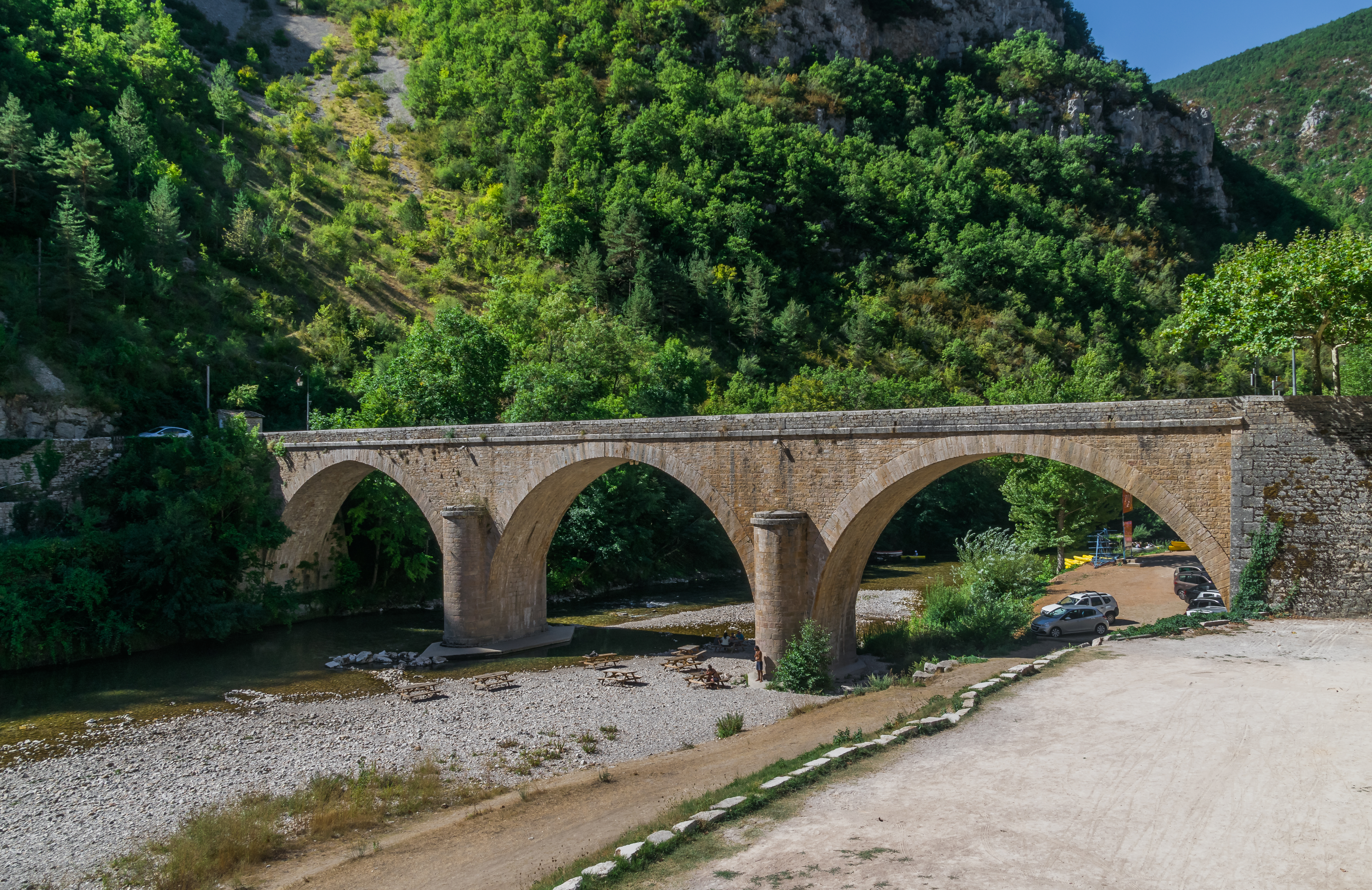
Le pont de La Malène construit en 1854 et restauré en 1875.

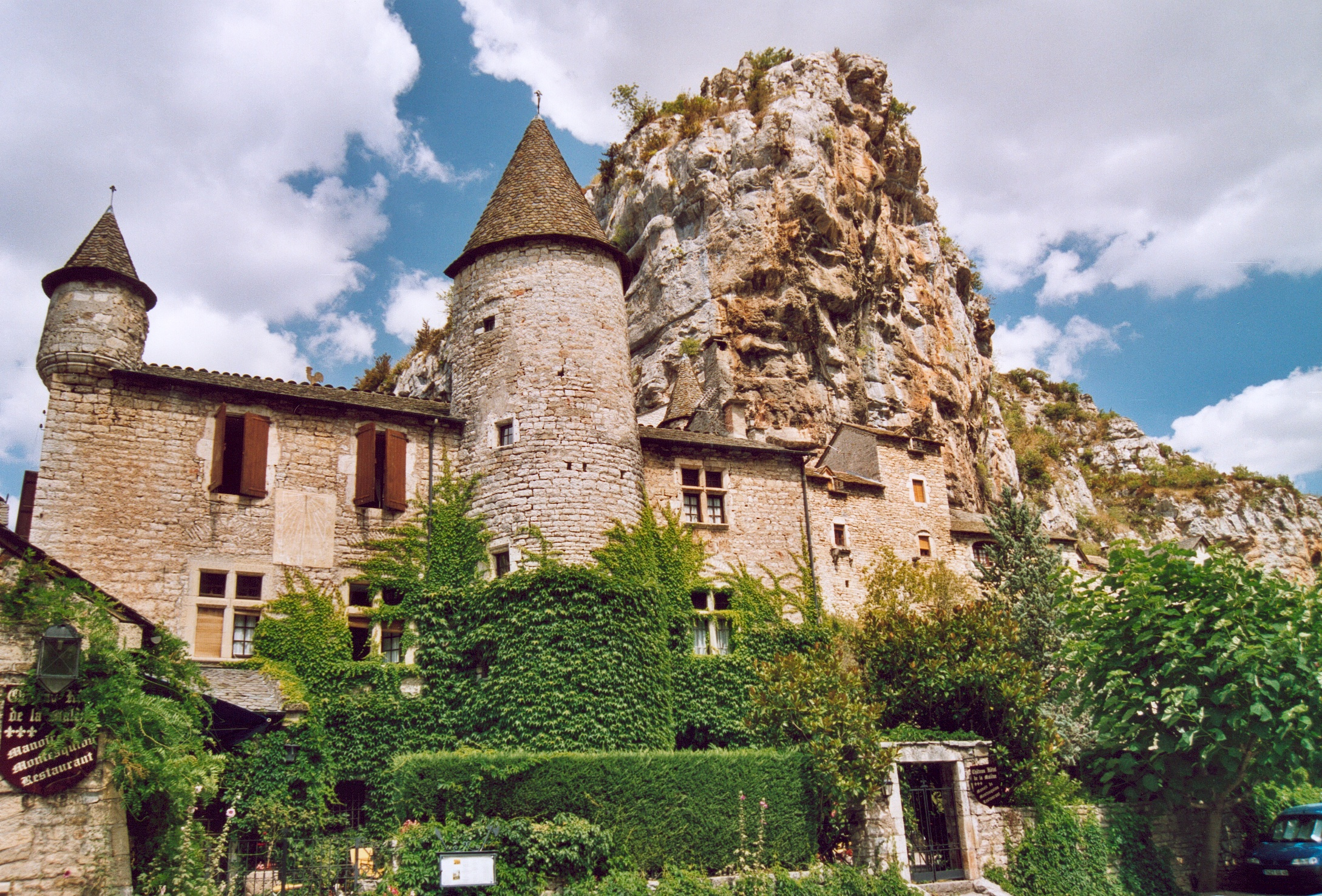
Le manoir de Montesquiou.

- Le manoir de La Malène date du XVe et XVIe siècles et se rattache à l'histoire des seigneurs de Montesquiou. Louis XIII ordonna de raser les forteresses rebelles mais grâce aux services que rendit Pierre de Montesquiou, le château fut épargné. Il a depuis été transformé en hôtel de luxe.
- Le Pont bâti en 1854, fut emporté en 1875 par une énorme crue du Tarn, puis restauré. Il servait jusqu'au début du XXe siècle à la traversée des troupeaux de brebis de la draille principale (couloir de transhumance) reliant Montpellier à l'Aubrac en passant par le mont Aigoual.
- La Vierge est la statue qui fut érigée en 1878 rive gauche dominant La Malène pour le pèlerinage instauré par le curé de la paroisse à la suite de la grande crue de 1875 qui emporta le pont. Ce pèlerinage existe toujours, il se déroule chaque année au mois de mai.
- L'église Saint-Jean-Baptiste du XIIe siècle, propriété de la commune et classée aux Monuments historiques depuis le 18 août 1928.
- Église Notre-Dame-de-l'Assomption de Rouveret.
- Ruines du Castel Merlet, plus vieux château de France connu[39].

## Héraldique
| Blason de La Malène | Le blasonnement est : parti : au premier d'argent à la couronne de laurier de sinople, au chef de gueules chargé de trois étoiles d'or, au second de gueules au lion d'argent, accompagné de sept besants du même ordonnés en orle. |